# Bielany
Bielany jsou městský obvod ve Varšavě v severní části města. Původně to byla část obvodu Żoliborz, samostatným obvodem se staly v roce 1994. Východní hranici tvoří řeka Visla, na západě obvody Wola a Bemowo.
Rozloha obvodu je 32,3 km² a žije zde 136 485 obyvatel.